# Замок Ельц

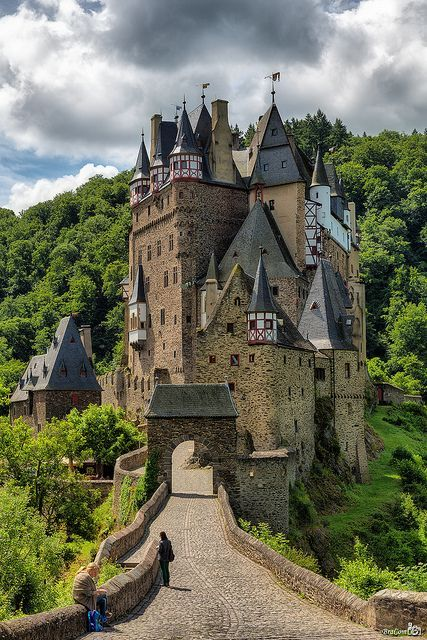
Замок Ельц

Замок Ельц (нім. Eltz Burg, англ. Eltz Castle) — замок, розташований у землі Рейнланд-Пфальц, в долині річки Ельцбах у Німеччині, північної притоки Мозель, між містами Кобленц і Трір. Замок Ельц, як і палац Бюрресхайм, вважається єдиною спорудою в місцевості Айфель, яка ніколи не була захоплена і розгромлена. Замок уцілів навіть під час воєн XVII і XVIII ст. і потрясінь Французької революції.

## Історія
Перші згадки про замок можна знайти у грамотах, датованих XII століттям. 1157 року Рудольф фон Ельц отримав від імператора Фрідріха Барбаросси в подарунок стару фортецю, яку з трьох сторін огинала річка Ельцбах. 
Спочатку замок Ельц був побудований як житло лицарів, які  охороняли дороги між річкою Мозель і нагір'ям Айфель і збирали податок за проїзд.
У першій половині XIII ст. фортецею одночасно володіли три брати: Еліас, Вільгельм і Теодеріх. Вони вирішили розділити сім'ю на три рівноправні гілки: Рюбенах, Родендорф, Кемпені. На три рівні частини розділили і все майно сім'ї, включаючи землі і замок.
Відтоді Ельц став спільним спадком, в якому поруч жили багато ліній дому Ельц. Ця специфічна середньовічна форма проживання регулювалася  певними правилами. Права й обов'язки співвласників замку були записані в особливих збережених листах, де також вказувався порядок управління і догляду за замком. Представники різних сімейних ліній жили і господарювали в належних їм житлових вежах і могли користуватися спільно тільки певними будівлями, наприклад, двором, колодязем, церквою і залою для зборів.
У 1331—1336 рр. відбулися єдині серйозні воєнні дії, які випали на долю замку. Під час так званої «Ельцької ворожнечі» чоловіки дому Ельц разом з іншими вільними імперськими лицарями протистояли територіальній політиці архієпископа трірського і курфюрста Бодуена Люксембурзького. Для облоги замку Ельц архієпископ Тріра наказав звести на схилі скелі, яка височіла над замком, облогову фортецю Трутцельц. Її стіни збереглися до сьогодні. Після падіння замку його господарі стали васалами архієпископа трірського.
У XV столітті Ланцелот і Вільгейм, що належали до лінії Срібного Лева, починають активно добудовувати замок. 1472 року вони закінчили зведення Дому Рюбенах у північно-західній частині замку. В цей же час почалося будівництво Дому Родендорф у східній частині замку, яке завершилося в 1540 році. А на початку XVII століття в південній частині замку був зведений Дім Кемпені. Так за п'ять століть сформувався сьогоднішній вигляд замку.
В 1786 році помер останній нащадок лінії Родендорф, і всі володіння цієї гілки перейшли роду Кемпені. У 1815 році представник цього роду граф Гуго Філіп викупив Дім Рюбенах і став одноосібним власником замку Ельц. Він провів реставраційні роботи у всьому замку, витративши на них близько 8 млн євро. Реставрація зберегла історичний вигляд замку. Замок удостоїв своїм візитом сам імператор Вільгельм II.
Сьогодні власником замку є граф Карл Ельц, який постійно живе у Франкфурті-на-Майні. Він вирішив відкрити частину замку Ельц для відвідувачів, і зароблені кошти витрачати на підтримку історичної пам'ятки. Турбота про замок — обов'язок кожної гілки роду Ельц, бо фортеця вже вісім століть поспіль належить до приватної фамільної власності.

## Дім Рюбенах
Будівництво дому закінчилося в 1472 році за життя Вільгельма фон Ельца і його дружини Катаріни (їхні портрети висять у капелі спальні нагорі). 8-поверхова будівля отримала свою назву від замку і земель біля міста Кобленц, що дісталися у спадок гілці Срібного Лева. Відтоді цю гілку почали називати Рюбенахською.

### Зброярня
У холі Дому Рюбенах сьогодні розташовується зброярня, де виставлена колекція середньовічної зброї: оригінали обладунків, кольчуг, шоломів тощо. Зброярня тут з'явилася в XIX столітті за часів розквіту романтизму і паломництва романтиків у лицарські замки, що увійшло в моду. За часів середньовіччя зброю, як одну з цінностей замку, зберігали в добре захищеному приміщенні. Сьогодні ця кімната дає уявлення про середньовічні предмети побуту і їх призначення, а також про оздоблення житла. У зброярні можна побачити повний набір кольчуг і шоломів XV-XVI століть, маленьку гармату арквебус, набір стріл, які використовували захисники замку Ельц в 1333 році, колекцію вогнепальної зброї, а також алебарди з бронзи і заліза, сокири і списи, спеціальні розривні сокири, призначені для скидання вершників з коня. Тут також зібрана колекція східної зброї XVII—XVIII століть, яку, ймовірно, використовували турки в битві під Віднем у 1683 році. Один з представників родини Ельц брав участь у переможному бою з турками і привіз ці трофеї додому.

### Нижня зала
Це приміщення дає уявлення про типове житло багатих аристократичних мешканців замку початку XV століття. Потужні дубові балки і каміни збереглися в оригіналі. Стіни покриті тканими килимами XVI століття фламандської мануфактури із зображенням екзотичних тварин (леопард, страуси, крокодили й одногорбий верблюд). Вікна у приміщенні в XIX столітті замінили на копії вікон XV століття. При цьому була повністю збережена технологія видування скла, виготовлення вітражів і збирання на місці. Залу прикрашає велика кількість цінних картин, написаних здебільшого по дубу, якому на той час віддавали перевагу більше, ніж полотну. На особливу увагу заслуговує картина "Мадонна з немовлям і виноградним ґроном" (автор Кранах, Лукас (Старший), XVI століття). Між вікнами розташована "Сцена розп'яття", виконана в 1495 році в Кельні. Два інші цікаві об'єкти — світильник "Русалка" XV століття і годинник, який перебував у власності сім'ї Ельц із 1500 року.

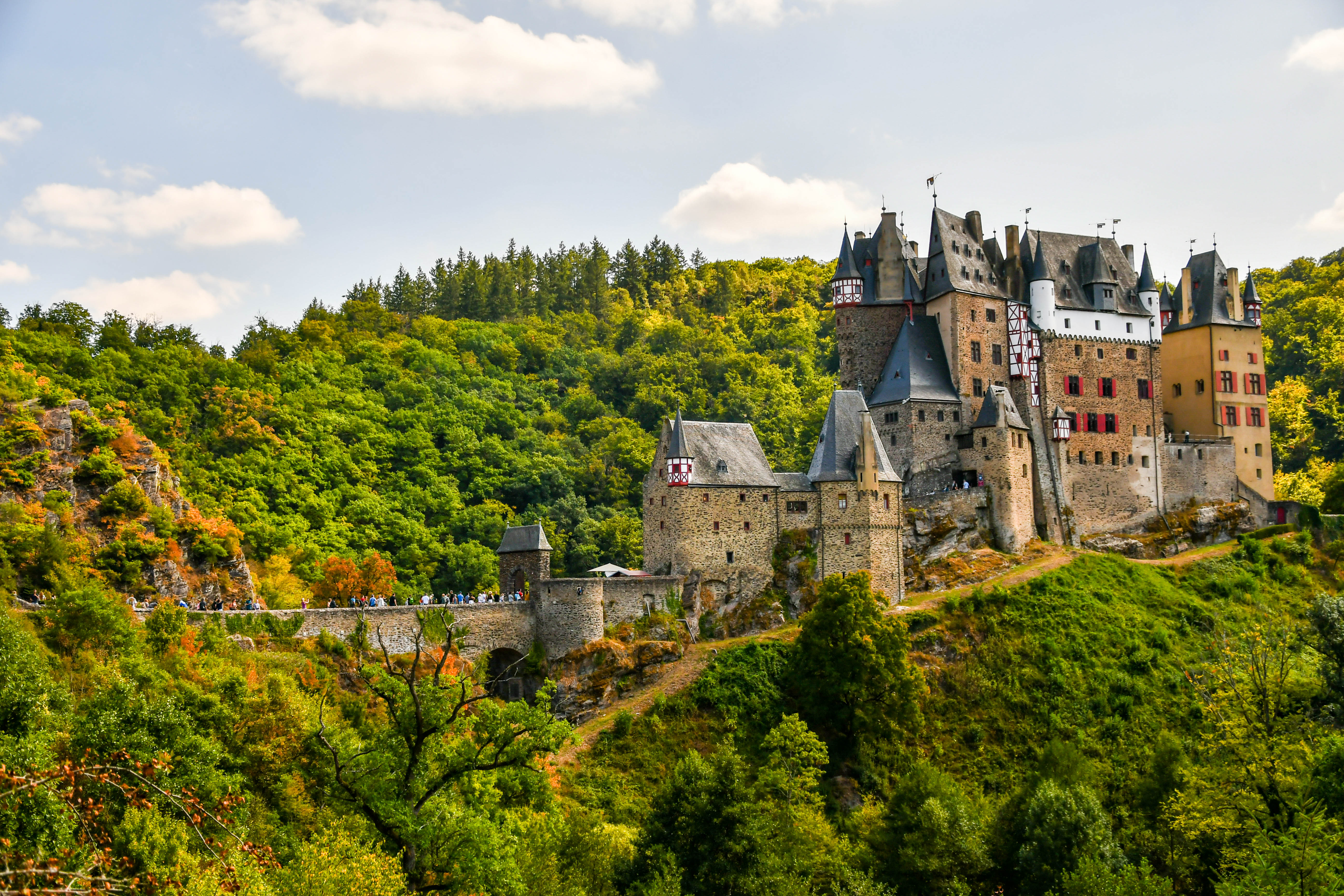

### Верхня зала
Тут повністю збережена первісна конструкція житлового приміщення. Ця кімната була панською спальнею протягом багатьох століть. Ліжко 1520 року підняте високо над підлогою, щоб краще зберігати тепло. По периметру воно покрите пізньоготичним балдахіном зі сценами полювання, бойових турнірів і родинними гербами з переднього краю. Полог також слугував для збереження тепла. Стіни приміщення розписані фресками XV століття. Останні роботи з розпису стін завершилися в XVI столітті і вже більше 300 років не потребують реставрації. Пізньоготичний еркер з вітражним вікном зберіг свій первісний вигляд. У ньому розташовувалася домашня капела. Розпис еркера починається зображенням сцен Благовіщення Марії на склепінні, продовжується у вітражах сценами поклоніння волхвів і закінчується на стінах зображенням сцен розп'яття і зняття з хреста. Гуго Ельц освятив цю капелу в пам'ять про своїх батьків — Вільгельма і Катаріни Ельц. Їхні портрети розташовані в нижній частині вітража початку XVI століття. Господарі замку дещо схитрували, влаштувавши капелу в еркері, що виступав за основні стіни замку. Справа в тому, що церква забороняла людям жити в приміщенні, де встановлений вівтар, тому капелу розмістили ніби поза стінами замку. Ще одна особливість цієї зали — вбудований туалет (один з 20 середньовічних туалетів замку). Дерев'яна панель, яка його відгороджувала, з'явилася тільки в XIX столітті, хоча сам туалет розміщувався тут з XV століття. Злив туалетних шахт здійснювався за допомогою дощової води. Великий резервуар з дощовою водою знаходився під знімним дахом, від нього вниз вели шахти, якими стічна вода вільно йшла з туалетів, так відбувався злив дощовою водою. Потім в обхід замку стічні води, а також рідкі і нехарчові відходи кухні по шахтах скидалися вниз — у долину.

## Дім Родендорф
Будівництво дому розпочалося в 1477 році за Філіпа Ельцького. 10-поверховий Великий Дім Родендорф отримав назву від спадкових володінь в Лотарингії. Малий Дім Родендорф був побудований в середині XVI століття з південного боку замку. За свідченнями останніх досліджень, дім звели 1290 року.

### Виборна кімната
Надзвичайно впливовими були 7 німецьких виборців, тобто курфюрстів, які мали право вибирати німецьких королів. Троє з сімки курфюрстів були одночасно духовними правителями-архієпископами (трірським, майнським і кельнським). Вони також мали право клопотати перед Папою Римським, якщо вважали особу короля гідною титулу імператора Священної Римської імперії. Два представники сім'ї Ельц мали повноту цієї влади — Якоб, трірський архієпископ, що правив в 1567—1581 роках, і Філіп Карл, майнський архієпископ, який правив у 1732—1743 роках. Їхні портрети можна побачити в цій кімнаті.

### Велика зала
Ця зала є найбільшим приміщенням замкового комплексу. Вона призначалася для проведення сімейних свят, балів, сімейних рад. Тут збиралися всі дорослі представники трьох гілок родини Ельц. Якщо кожна гілка сімейства мала свої приміщення і сім'ї жили відокремлено, то ця зала була доступною для всіх. Тут обговорювалась тактика військової й політичної оборони замку. 
Маски дурнів під центральними балками і в кутках зали символізують свободу слова. Над входом на перемичці дверей викарбувана троянда — алегоричний символ мовчання, він нагадував, що промовлене в стінах цієї зали не можна виносити за її межі. Тут також представлено зброю і лицарські обладунки, зокрема три розкішні набори спорядження XIX століття, викувані для міцних і витривалих чоловіків, зростом не менше 1,8 м (вага обладунків 60 фунтів). На стіні представлений килим мануфактури сім'ї Гобелен (Париж, 1700 рік), який зображає бенкет грецького бога сонця Геліоса зі своєю сестрою, богинею місяця Селеною. У кімнаті також представлені 15 картин станкового живопису. Розпис по дереву являє сцени Старого завіту, прикрашені перламутровою інкрустацією (кінець XVII століття). У середньовічній скрині, обладнаній складним механізмом замка, зберігали монети. При простому повороті ключа одночасно починали рухатися 7 засувок.

### Кімната княгині
Кімната отримала свою назву в XVIII столітті, коли тут з'явився портрет знатної дами. Це одна з численних спалень замку. Справжня, характерна стеля з відкритими потужними балками-перекриттями — щоб уникнути пожеж їх покривали товстим шаром глини, а потім білили вапном. Представлене в кімнаті ліжко 1525 року — рідкісний, дивом збережений екземпляр. Це ліжко визнане найстарішим ліжком епохи Ренесансу зі збережених на всій території Німеччини. Поруч з ліжком розташовані невеликі сходи, що ведуть в іншу кімнату (спальню чи кімнату годувальниці). У кімнаті представлені обладунки — нагрудний панцир майже дитячого розміру. Легенда приписує його Агнес Ельц, яка захищала замок від віроломного залицяльника. Після відмови Агнес він напав на замок, а його обраниця захистила своє родове гніздо ціною власного життя.

### Зала зі знаменами
Найцінніша і найбагатша зала замку, хоча справжнє її призначення невідоме. Можливо, спочатку тут замислювалася домашня церква. Найчастіше зала використовувалася для влаштування званих обідів і великих урочистостей. Характерна особливість цієї зали — її пізньоготичне ребристе склепіння. Кам'яні ребра склепіння не тільки несуть навантаження стін і стелі, але й декорують залу кам'яним орнаментом. Кахельна піч XIX століття є точною копією її попередниці XVI століття. Вона називається "Піч євангелістів", бо поруч з фамільними гербами зображені 4 євангелісти. Підлога зали частково збережена з XIII століття, частково — XV століття.

### Кухня
Оскільки три гілки сім'ї Ельц господарювали окремо, то в замку було 3 кухні. Кухня Дому Родендорф збудована в 1500 році. У величезній печі коптили дичину й ковбаси, які потім підвішували до стелі. Щоб харчові запаси не стали здобиччю гризунів, практично всі продукти підвішували. До стелі були прироблені кільця, на яких кріпили підвішені продукти. Зсередини піч  викладена туфом — вулканічним природним каменем. Коли хмиз прогорав, туф розпікався настільки, що хліб випікали прямо на камені, попередньо очистивши його від попелу. У великій скрині, збереженій з XV століття, зберігали запаси борошна. Практично всі збережені меблі — оригінал XV століття.

### Скарбниця замку
У скарбниці зібрано понад 500 експонатів. Це дорогоцінні ковані вироби з золота і срібла, мініатюри зі слонової кістки, ювелірні вироби, порцеляну, гравюри по склу, кришталеві кубки, мечі, шаблі, кинджали і багато іншого.